# David Suárez
David Suárez Varela (Santiago de Compostela; 24 de febrero de 1992) es un humorista español conocido por protagonizar y crear la serie web Vincent Finch: Diario de un ego (2013) y por su humor negro.

## Trayectoria
David estudió comunicación audiovisual  en la URJC de Madrid y se dio a conocer con la webserie Vincent Finch: Diario de un ego. Unos años después, en 2015, comenzó a trabajar como guionista en la webserie Famosos y una vieja, donde "entrevistó" a Blanca Suárez, Cristina Pedroche y Tomás Roncero, entre otros. 
En 2018 colaboró en tres emisiones del programa de televisión Late Motiv. Más tarde se incorporó como colaborador en el programa radiofónico Yu: No te pierdas nada. En 2018 publicó el cómic Agonía infinita, una recopilación de viñetas de humor negro, previamente publicadas en su Facebook e Instagram.
En abril de 2019 fue despedido de Yu: No te pierdas nada, a raíz de la polémica generada tras la publicación en Twitter de un chiste sobre las personas con síndrome de Down. El tuit fue denunciado por la fiscalía pidiéndole 22 meses de prisión.
Entre 2019 y 2020 copresentó junto a los cómicos Sergio Bezos y Santiago Alverú en Phi Beta Lambda Podcast el programa Pegarle a la Lejía.
En 2020 interpretó a un enfermero en el sexto episodio de la serie Veneno, de Atresplayer Premium, dirigida por Javier Calvo y Javier Ambrossi.
En 2021 presentó "No haber venido", una serie de YouTube creada junto a Carmen Romero. 
Ese mismo año fue llevado a juicio por la Fiscalía de Madrid por el tuit con un chiste de humor negro sobre el síndrome de Down que supuso su despido del programa de radio en el que trabajaba y la anulación de diversos shows. Tras la vista celebrada en la Audiencia Provincial de Madrid, fue absuelto.

## Vida personal
Su abuelo paterno fue el médico y antiguo Rector de la Universidad de Santiago de Compostela, José María Suárez Núñez.